# Willem van Hamal (-1371)
Willem van Hamal (? - slag bij Baesweiler, 22 augustus 1371) was een ridder uit het huis Hamal.
Hij was de zoon van Jan van Hamal en Maria van Rummen, erfvrouwe van de heerlijkheid Rummen, die sinds de dood van haar broer Arnold van Rummen, aanspraak maakte op het graafschap Loon.
Op 4 augustus 1367 ontving hij van de prinsbisschop Jan van Arkel het kasteel van Grevenbroek, dat eerder in het bezit van zijn vader was, mits hij zich aan bepaalde voorwaarden hield.
Cornelius Zantfliet (-1462) vertelt hoe Willem van Hamal onder het vaandel van de hertog van Brabant, Wenceslaus I van Luxemburg, roemrijk deel nam aan de slag bij Baesweiler en zelfs de hertog Willem van Gulik wist gevangen te nemen, maar toen hun kansen keerden en de slag door de Brabanders werd verloren, werd Willem voor deze vernedering door de hertog van Gullik gedood. Zijn gebieden gingen over naar zijn zus Marie en haar echtgenoot Koenraad van Alsteren.
Zijn grafsteen te Hamal leest:
Maria vol ghenade
Stat mine ziel in staden.
Hier leet here Willem van Hamel, ridder, heren Jans zon,
here van Hamel was, die doet bleef in den strit te Boeswilre
en den lande van Ghoulken, en den jaeren ons heren don men
screif M. CCC. LXXII. XII daghen in den ouste moent,
bidde voer die ziele.